# Guds rena Lamm, oskyldig
Guds rena Lamm, oskyldig (original på plattyska: "O Lam Godes vnschüldig", rikstysk form "O Lamm Gottes unschuldig") är en passionspsalm av Nicolaus Decius från 1522. År 1529 tycks den ha översatts till danska och 1536 den översattes till svenska, troligen av Olaus Petri.
Texten har sitt ursprung i mässans ”O Guds Lamm” (Agnus Dei) som bygger på Johannesevangeliet 1:29, där Johannes Döparen pekar på Jesus med orden ”Se Guds Lamm, som tar bort världens synd!”
Psalmen består av en enda strof, som ursprungligen sjöngs tre gånger. Den har ofta sjungits som offertoriepsalm, i delar av frikyrkligheten mest just som "O Guds Lamm-hymn" under nattvardsfirande[källa behövs].
Melodin (Ess-dur, 4/4) är av Decius, efter en Agnus Dei-melodi från 1200-talet. Den trycktes i Erfurt 1542 ("Christliche Kirchen Ordnung") och samma melodi som till Du går, Guds Lamm, du rena.

## Koralbearbetningar
- Guds rena Lamm, oskyldig ur Fastekoraler av Bengt-Göran Sköld.[1]

## Publicerad i
- Swenske Songer eller wisor 1536 med titeln O rene gudz lamb.[2]
- Een liten Songbook under rubriken "Te Deum".[3]
- 1572 års psalmbok med titeln O Rene Gudz Lamb oskyldigt under rubriken "Agnus Dei".[4]
- Göteborgspsalmboken med titelraden O Rene Gudz Lamb oskyldigt under rubriken "Om Christi Lijdande".[5]
- 1695 års psalmbok som nr 150 med inledningen "O rene Guds Lamb" under rubriken "Om Christi Lidande".
- 1819 års psalmbok som nr 94 under rubriken "Jesu lidande, död och begravning: Jesus på korset".
- Stockholms söndagsskolförenings sångbok 1882 som nr 91 med vers 1, under rubriken "Psalmer".
- Sionstoner 1889 som nr 458
- Musik till Frälsningsarméns sångbok 1907 som nr 409
- Svensk söndagsskolsångbok 1908 som nr 47 under rubriken "Jesu lidande"
- Svenska Missionsförbundets sångbok 1920 som nr 111 under rubriken "Jesu lidande"
- Frälsningsarméns sångbok 1929 som nr 509 under rubriken "Högtider och särskilda tillfällen - Långfredag".
- Segertoner 1930 som nr 21
- Sionstoner 1935 som nr 189 under rubriken "Passionstiden".
- 1937 års psalmbok som nr 94, där det står "ehur" istället för "fastän" och "vår synd du haver dragit", under rubriken "Passionstiden".
- Förbundstoner 1957 som nr 106 under rubriken "Guds uppenbarelse i Kristus: Jesu lidande och död", vers 1.
- Segertoner 1960 som nr 24
- Psalmer för bruk vid krigsmakten 1961 som nr 94 vers 1.
- Frälsningsarméns sångbok 1968 som nr 608 under rubriken "Högtider – Passionstid".
- Den svenska psalmboken 1986 som nr 143 under rubriken "Fastan".
- Finlandssvenska psalmboken 1986 som nr 61 under rubriken "Fastetiden".
- Lova Herren 1988 som nr 155 under rubriken "Passionstiden".